# 二氯化［1,3-二(二苯基膦基)丙烷］镍
二氯化[1,3-二(二苯基膦基)丙烷]镍是一种配位化合物，化学式为NiCl2(dppp)，其中dppp为二膦配体1,3-二(二苯基膦)丙烷。它在有机合成中用作催化剂。它可由氯化镍和配体在2-丙醇中反应得到：
NiCl2·6H2O  +  dppp   →   NiCl2(dppp)  +  6 H2O